# 华远西街
39°54′36″N 116°22′08″E / 39.90992079999999°N 116.3688878°E
华远西街，是位于北京市西城区中部的一条道路。

## 简介
华远西街南到中京畿道，北到皮库胡同。该街是1985年至1992年间兴建京畿道小区而新辟的道路。1993年8月，北京市西单地区的4条道路分别命名为华远街、华远北街、华远东街、华远西街，这4条道路皆因华远地产而得名。
该街北段原为东京畿道，南起后京畿道，北到皮库胡同。京畿道小区始建于1985年4月，1992年7月开始入住。为建设京畿道小区，拆除了东京畿道，并入华远西街。